# Scopula insolata
Scopula insolata là một loài bướm đêm trong họ Geometridae.